# Frands Brockenhuus-Schack
Frands Axel Vilhelm greve Brockenhuus-Schack (18. juni 1863 på Giesegård – 3. marts 1948 i København) var en dansk kammerherre, overhofmarskal og teaterdirektør, bror til Adolph, Ludvig og Aage Brockenhuus-Schack.

## Biografi
Han var søn af kammerherre, greve Knud Brockenhuus-Schack  til stamhuset Giesegaard og hustru Sophie von Lowzow, blev student fra Gundorphs Kursus 1883, cand.polit. 1889 og var legationssekretær i Sankt Petersborg 1894-1897, i Stockholm 1897-1900, i Paris 1900-1903 og i Berlin 1903-1906. Han blev løjtnant i Livgarden 1897, kaptajn 1904, ceremonimester 1906, hofmarskal 1908 og var overhofmarskal ved Frederik 8.s hof 1911-1912. 
Fra 1910 var han direktør for De Danske Kongers Kronologiske Samling og formand for bestyrelsen for Det Nationalhistoriske Museum på Frederiksborg Slot. 1913-1924 var han konstitueret chef for Det Kongelige Teater og Kapel. 1925-1926 var han fungerende hofchef hos H.M. enkedronningen. Han var patron for Sankt Petri tyske Kirke fra 1911, formand for Det gjensidige Forsikringsselskab "Danmark"'s bestyrelse, medlem af Statsinventar-Kommissionen, medlem af bestyrelsen for Det Kongelige Blindeinstitut, af bestyrelsen for Gyldendalske Boghandel, Nordisk Forlag, medlem af direktionen for Carlsen-Langes Legatstiftelse og formand for Foreningen til Hovedstadens Forskønnelse 1928-1929. Han var Storkorsridder af Dannebrogordenen med bryststjerne i diamanter, Dannebrogsmand mm.

## Ægteskab og børn
8. juni 1895 ægtede han Louise Dagmar komtesse Danneskiold-Samsøe, datter af ordenskansler, lensgreve Christian Danneskiold-Samsøe og hustru Henriette komtesse Krag-Juel-Vind-Frijs. De fik sønnerne Eiler Brockenhuus-Schack og Henrik Brockenhuus-Schack.